# José Miguel Pérez Pérez
José Miguel Pérez Pérez (Santa Cruz de La Palma, 1896 - Barranco del Hierro (Tenerife), 1936), polític canari i mestre d'escola. El 1921 emigra cap a Cuba, on s'afilia a l'Agrupació Socialista de L'Havana. En 1926, al costat de sindicalistes, estudiantes i intel·lectuals, constituí l'Agrupació Comunista de l'Havana. El 1925 fundarà ambe Julio Antonio Mella el Partit Comunista de Cuba, del que en fou nomenat Secretari General.
Durant la dictadura de Machado fou expulsat de Cuba i regressa a la La Palma. A Canàries continua la seva activitat política i en 1929 funda la Federació de Treballadors de la Palma i el periòdic Espartaco. Participa a més en la constitució del Partit Socialista a la Palma i, en 1933 del Partit Comunista a Canàries. Serà triat Secretari General del PCE a La Palma, i una de les figures més importants d'aquest partit a Canàries, al costat del gomer Guillermo Ascanio. Durant aquesta etapa realitzarà a través del periòdic Espartaco una sèrie de crítiques al caràcter burgès de la Segona República Espanyola, si bé posteriorment assumirà la política del PCE de participar en el Front Popular.
Participarà en la resistència al cop militar de Francisco Franco a La Palma durant el període conegut com a Setmana Vermella. Després de la caiguda de l'illa a les mans dels feixistes, fou detingut i conduït a Tenerife, on fou condemnat a mort i afusellat en el Barranco del Hierro (lloc on es va afusellar a nombrosos presos polítics).